# Volksvertegenwoordiging
De volksvertegenwoordiging is een politiek lichaam dat het volk vertegenwoordigt en gewoonlijk een wetgevende functie vervult, sturing geeft aan het overheidsbeleid en de regering controleert. Op ieder bestuurlijk niveau kan er zo'n vertegenwoordiging bestaan, dat is afhankelijk van de staatsinrichting van het betreffende land. Op nationaal niveau wordt de volksvertegenwoordiging vaak het parlement genoemd, deze kan uit een of twee delen bestaan, in Nederland zijn dat bijvoorbeeld de Tweede en Eerste Kamer der Staten-Generaal, in Denemarken is er het Folketing en in de Verenigde Staten het Huis van Afgevaardigden (House) en de Senaat (Senate).
In een parlementaire democratie is het dagelijks bestuur (op nationaal niveau: de regering) verantwoording schuldig aan de volksvertegenwoordiging. Vaak wordt de regering ook samengesteld uit leden van de volksvertegenwoordiging (monistisch stelsel) of door de volksvertegenwoordiging benoemd.

 Op regionaal en lokaal niveau kan de verhouding tussen volksvertegenwoordiging en dagelijks bestuur (de uitvoerende macht) afwijken, zo wordt het bestuur of in elk geval het hoofd daarvan (bijvoorbeeld de burgemeester of prefect) soms van bovenaf benoemd door het centrale landsbestuur. In België wordt het gemeentebestuur benoemd uit de leden van de lokale volksvertegenwoordiging (de gemeenteraad), terwijl op federaal niveau, net als in Nederland ook ministers 'van buitenaf' kunnen worden benoemd.

## België
In België zijn er op vijf niveaus volksvertegenwoordigingen:
- Op gemeentelijk niveau is er de gemeenteraad;
- Op provinciaal niveau is er de provincieraad;
- Op het niveau van het gewest is er het parlement van het gewest;
- Op het niveau van de gemeenschap is er het parlement van de gemeenschap;
- En op federaal (landelijk) niveau is er het Federaal Parlement, dat bestaat uit de Senaat en de Kamer van volksvertegenwoordigers.

Merk op dat de gewesten en gemeenschappen als niveau niet boven, maar naast elkaar staan. De Vlaamse Gemeenschap en het Vlaams Gewest hebben een gezamenlijke volksvertegenwoordiging, het Vlaams Parlement.

## Nederland

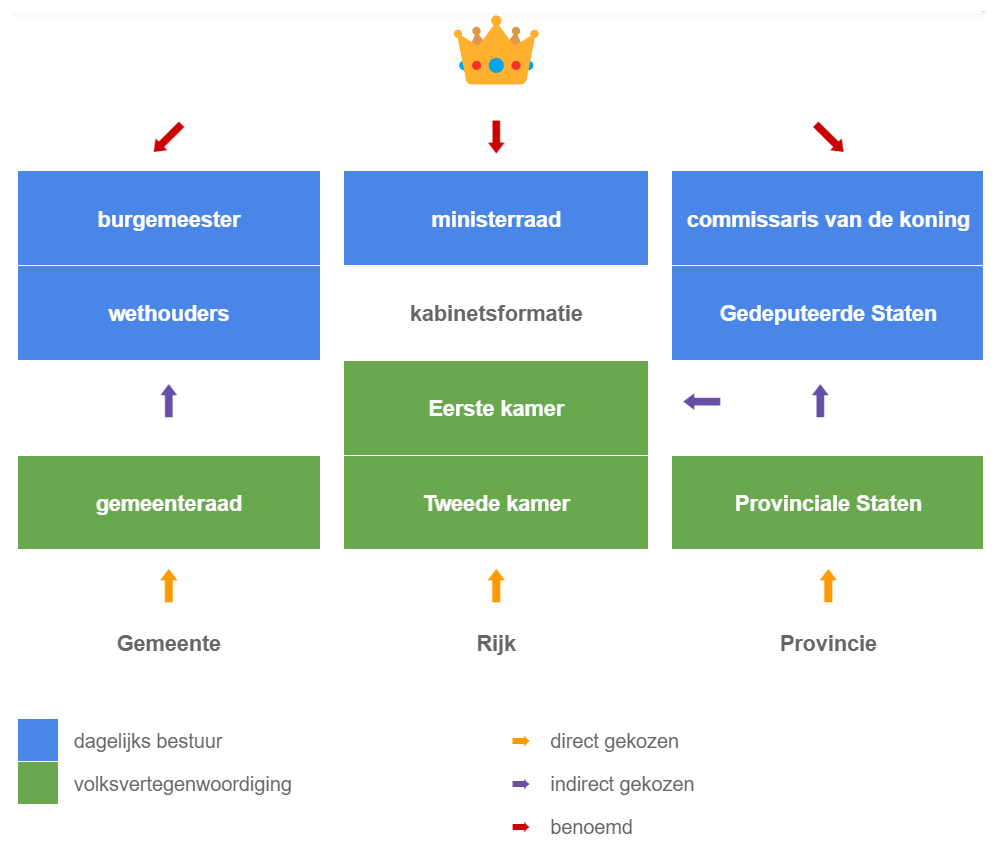
Schema politiek bestuur in Nederland

In Nederland zijn er, afhankelijk van hoe men telt, op drie tot zes niveaus volksvertegenwoordigingen:
- Op gemeentelijk niveau is er de gemeenteraad.
- In Amsterdam en Rotterdam hadden de deelgemeenten tot maart 2014 elk een deelraad. Daarna werd dit een 'bestuurscommissie' die wel rechtstreeks wordt gekozen maar die niet dezelfde bevoegdheden heeft.
- Het algemeen bestuur van de waterschappen wordt samengesteld door middel van waterschapsverkiezingen onder alle ingezetenen en andere belanghebbenden in het waterschap.
- Het algemeen bestuur van sommige bestuurlijke regio's is samengesteld uit en door de leden van de gemeenten die samen de regio vormen. Dit suggereert een 'getrapte' volksvertegenwoordiging, maar de bestuursleden vertegenwoordigen in het regiobestuur hun gemeentebestuur, niet hun inwoners.
- De openbare lichamen Bonaire, Sint Eustatius en Saba (zie ook Caribisch Nederland) hebben elk een eilandsraad, en een Kiescollege voor de Eerste Kamer.
- Op provinciaal niveau zijn er de Provinciale Staten.
- En op nationaal niveau zijn er de Staten-Generaal, die bestaan uit de Eerste Kamer en de Tweede Kamer.